# اسکیلمن (نیوجرسی)
اسکیلمن (به انگلیسی: Skillman) یک منطقهٔ مسکونی در ایالات متحده آمریکا است که در مانتگومری، نیوجرسی واقع شده‌است. اسکیلمن ۳٫۸۲۴ کیلومتر مربع مساحت و ۲۴۲ نفر جمعیت دارد و ۴۲ متر بالاتر از سطح دریا واقع شده‌است.